# Barbara Dölemeyer
Barbara Dölemeyer (* 19. September 1946 in Bad Langensalza) ist eine deutsch-österreichische Rechtshistorikerin und Dolmetscherin.

## Leben
Dölemeyer absolvierte von 1964 bis 1970 ein Dolmetschstudium an der philosophischen Fakultät der Universität Wien und parallel von 1965 bis 1972 ein Studium der Rechtswissenschaft ebenda. 1968 erwarb sie das Dolmetsch-Diplom für Französisch und wurde 1970 zur Dr. jur. an der Rechtswissenschaftlichen Fakultät der Universität Wien promoviert. 1972 trat sie eine Stelle als wissenschaftliche Mitarbeiterin am Max-Planck-Institut für europäische Rechtsgeschichte in Frankfurt am Main an, die sie bis zu ihrer Pensionierung wahrnahm. 1995 wurde sie zur Honorarprofessorin an der Universität Gießen ernannt.
Dölemeyer war von 1997 bis 2021 Vorsitzende des Vereins für Geschichte und Landeskunde zu Bad Homburg v.d. Höhe. Seit 1998 ist sie Mitglied der Hessischen Historischen Kommission, Darmstadt, seit 2004 der Historischen Kommission für Nassau, seit 2012 der Historischen Kommission für Hessen, der Frankfurter Historischen Kommission, des wissenschaftlichen Beirats der Hessischen Kirchengeschichtlichen Vereinigung und seit 2006 im Beirat der Hölderlin-Gesellschaft. Sie war Mitglied der Vereinigung für Verfassungsgeschichte.
Ihre Forschungsschwerpunkte sind die Gesetzgebungs- und Kodifikationsgeschichte (Europa 18. bis 20. Jahrhundert), die Geschichte der Rechtsprechung und Justizorganisation, die Rechtsgeschichte der Hugenottenaufnahme, die Juristenprosopographie, Universitätsgeschichte, hessische Landesgeschichte sowie Rechtsikonographie und Rechtsarchäologie.
2016 erhielt sie die Ehrenplakette der Stadt Bad Homburg, wo sie wohnhaft ist.

## Schriften
- (Hrsg. mit Heinz Mohnhaupt): 200 Jahre ABGB. (1811–2011). Die österreichische Kodifikation im internationalen Kontext (= Studien zur europäischen Rechtsgeschichte, Bd. 267), Klostermann, Frankfurt am Main 2014.
- Louis Jacobi und seine Zeit. Homburger Architekt und Bürger. Wiedererbauer der Saalburg. Verein für Geschichte und Landeskunde, Bad Homburg 2010.
- Die Hugenotten, Kohlhammer, Stuttgart 2006.
- (Hrsg. mit Heinz Mohnhaupt/Alessandro Somma): Richterliche Anwendung des Code civil in seinen europäischen Geltungsbereichen außerhalb Frankreichs (= Rechtsprechung, Band 21), Klostermann, Frankfurt am Main 2006.
- (Hrsg. mit Hugo Aust/Hubertus Fischer): Fontane, Kleist und Hölderlin (= Fontaneana, Band 2), Königshausen und Neumann, Würzburg 2005.
- (Hrsg. mit Diethelm Klippel): Gesetz und Gesetzgebung im Europa der Frühen Neuzeit (= Zeitschrift für historische Forschung, Beiheft 22), Duncker und Humblot, Berlin 1998.
- (Hrsg. mit Heinz Mohnhaupt): 200 Jahre Allgemeines Landrecht für die preußischen Staaten. Wirkungsgeschichte und internationaler Kontext. Klostermann, Frankfurt am Main 1995.
- (Hrsg.): Repertorium ungedruckter Quellen zur Rechtsprechung. Deutschland 1800–1945 (= Rechtsprechung. Materialien und Studien, Band 9), 2 Bände, Klostermann, Frankfurt am Main 1995.
- Frankfurter Juristen im 17. und 18. Jahrhundert (= Ius Commune, Sonderheft 60), Klostermann, Frankfurt am Main 1993.
- Die hessen-homburgischen Privilegien für französisch-reformierte Glaubensflüchtlinge. Homburg Neustadt – Friedrichsdorf – Dornholzhausen, Deutscher Hugenotten-Verein e. V., Bad Karlshafen 1990.